# 肥後流体術
肥後流体術（ひごりゅうたいじゅつ）とは、1902年(明治35年)に、旧熊本藩に伝承されていた柔術6流で協議し、共通の入門者用の形と修行者の等級制度等を定めた流派である。参加した各流派は、これにより肥後流体術××派と称することになった。（××に7名の何れかの師範の姓が入る）

## 歴史
熊本藩の柔術師範であった星野九門（四天流組討）が、明治に入り衰微していく柔術を憂い、同じく熊本藩の柔術師範であった6名に呼びかけて成立した。大日本武徳会の柔道形制定とともに解消したと思われる。
星野九門の高弟の三石昇八が熊本市の昭武館で四天流組討と肥後流体術を有志に教えたことにより現在も熊本県に伝わっている。
参加した師範は以下の通り
- 星野九門（四天流組討、伯耆流居合術、楊心流薙刀術）
- 除野熊雄（四天流組討）
- 高岡一太郎（天下無双流捕手）
- 野々口常人（塩田流小具足、雲弘流剣術）
- 矢野廣次（竹内三統流柔術、新心無手勝流居合）
- 江口彌三（扱心流体術）
- 山東清武（楊心流柔術、二天一流剣術）

## 肥後流体術形
肥後流体術形は、熊本藩に伝承されていた柔術6流を統合した10本からなる形である。流派を超えて共通の形を定めた点は、のちの大日本武徳会が形を制定する動きの先駆ともいえる。
入門者は、この形を学んでから、自分が所属する流派の伝統的な形を学ぶことになっていた。
肥後流躰術之形
躰之先　（タイノセン）
水月　　（スイゲツ）
蹴上ケ返（ケアゲガエシ）
負投　　（オイナゲ）
腰投　　（コシナゲ）
越返　　（コシガエシ）
折腰　　（オリゴシ）
折倒　　（オリタオシ）
打返　　（ウチガエシ）
脇詰　　（ワキヅメ）

## 等級制度
各派の門弟を一級～四級の共通の等級に分け、等級を認定されるには各派合同での試験に合格することと定めた。段級位制の先駆であり、修行者の実力判定を、他流も一緒になって行うという点で注目すべき制度である。